# Condado de Putnam (Virgínia Ocidental)
O Condado de Putnam é um dos 55 condados do estado norte-americano da Virgínia Ocidental. A sede do condado é Winfield, que é também a sua maior cidade. O condado tem uma área de 906 km² (dos quais 10 km² estão cobertos por água), uma população de 51 589 habitantes, e uma densidade populacional de 57,6 hab/km² (segundo o censo nacional de 2000). O condado foi fundado em 1848 e e recebeu o seu nome em homenagem a Israel Putnam (1718-1790), herói da guerra Franco-Indígena e general na Guerra da Independência dos Estados Unidos.